# Santipur
Santipur (alternativt Shantipur, bengali শান্তিপুর) är en stad i Indien och är belägen i distriktet Nadia i delstaten Västbengalen. Den ligger vid Hugliflodens arm Baghirati och hade 151 777 invånare vid folkräkningen 2011, med förorter 290 345 invånare.
I oktober eller november varje år anordnas till Krishnas ära en tre dagars fest, Rasjatra, som besöks av många tusen pilgrimer.